# Clifton (Bedfordshire)
Clifton è un villaggio e parrocchia civile dell'Inghilterra, appartenente alla contea del Bedfordshire.